# 埃希特纳赫布吕克
埃希特纳赫布吕克（德語：Echternacherbrück，意为“埃希特纳赫之桥”）是德国莱茵兰-普法尔茨州的一个市镇，与卢森堡埃希特纳赫相邻。总面积4.74平方公里，总人口738人，其中男性361人，女性377人（2011年12月31日），人口密度156人/平方公里。